# Wilhelm W. Reinke

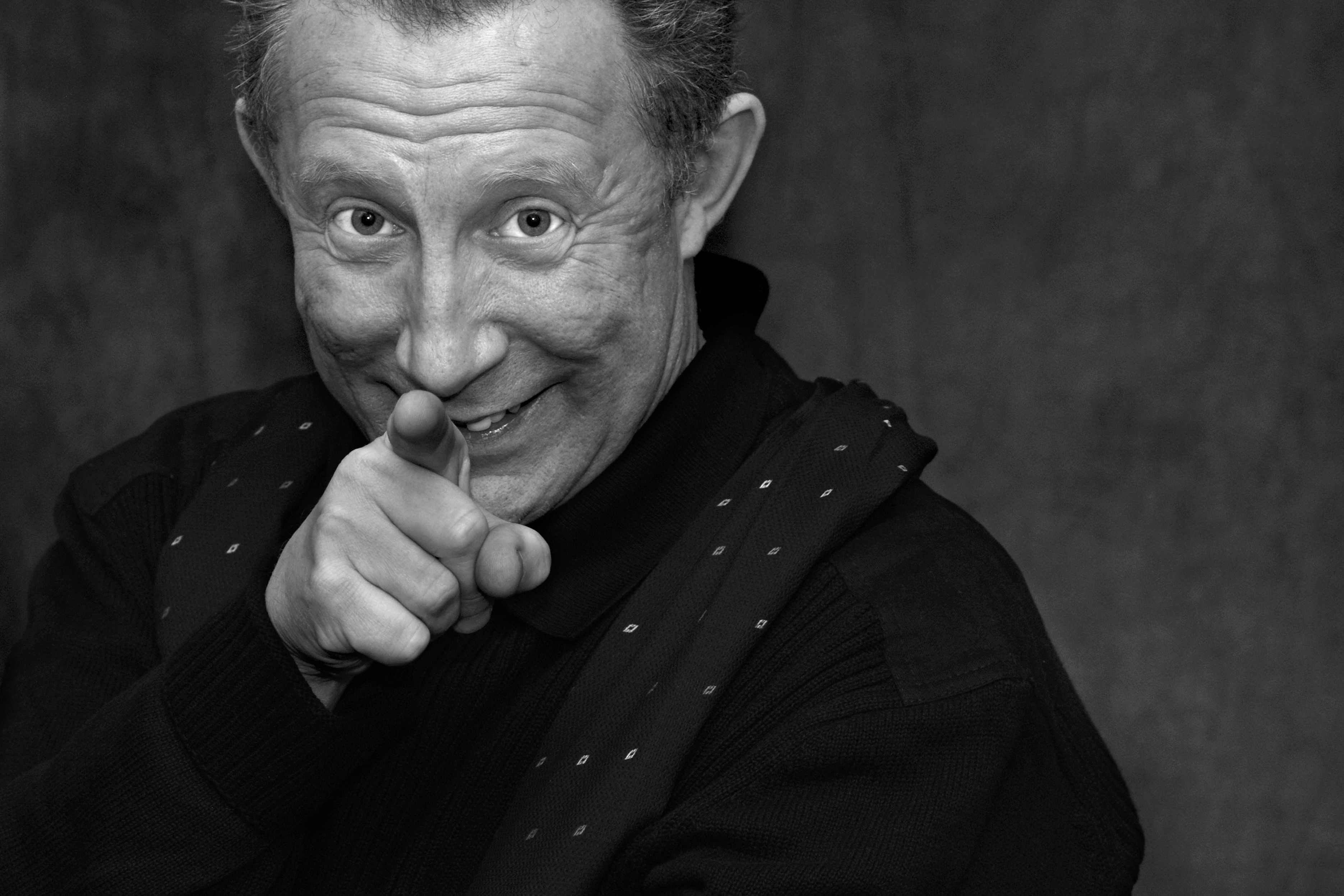
Wilhelm W. Reinke 2011

Wilhelm Walter Reinke (* 1963 in Braunschweig) ist ein deutscher Fotograf, Autor und Loriot-Stimmen-Rezitator.

## Leben
Er studierte Germanistik an der TU Braunschweig und bei Ute Karen Seggelke an der Hochschule für Bildende Künste (HBK), Fotografie und Freie Kunst.
Reinke war als Dozent für Fotografie an der Bundesakademie für kulturelle Bildung tätig. Von 1995 bis 2023 arbeitete er als Kunstpädagoge im Christlichen Jugenddorfwerk Deutschlands, zuletzt in der New Yorker Musischen Akademie.
In seinem fotografischen Schaffen steht das Porträt im Mittelpunkt. Hier machte er insbesondere durch Aufnahmen von Heinz Rühmann, Yehudi Menuhin, Peter Ustinov, Armin Mueller-Stahl und Loriot sowie weiteren Persönlichkeiten des öffentlichen Lebens wie Künstlern, Politikern und Managern auf sich aufmerksam. Er veröffentlichte zahlreiche Fotokunstbände im Bereich des Portraits sowie der Aktfotografie und stellte in den verschiedensten Museen Deutschlands aus.
Seine Fotografien sind in Sammlungen des In- und Auslandes präsent sowie beispielsweise in der DZ Bank, oder dem DLA Marbach.
Wilhelm W. Reinke tritt seit über 40 Jahren als Loriot-Stimmen-Rezitator auf und hat sich auf dessen Figuren spezialisiert.
Er lebt und arbeitet in Braunschweig und Berlin.

## Ausstellungen (Auswahl)
- 1993: Dank des Künstlers, Theater am Aegi, Hannover
- 1995: Das Auge des Künstlers, Kunstamt Wilmersdorf, Berlin
- 1998: Akt – Zitate, Kamera- und Fotomuseum Leipzig, Mölkau[9]
- 2004: Akt – Zitate, Galerie Raber „Hinter Lenchens Haus“, Koblenz[10]
- 2005: Portraits Prominenter, Imago Fotokunst, Berlin[11]
- 2007: Marlene Dietrich - Es war und ist uns eine Ehre, Haus der Begegnung, Berlin[12]
- 2009: Berliner Augenblicke, Museum für Kommunikation, Berlin[13]
- 2011: Fame, Art Foyer, Frankfurt am Main[14]
- 2018: Narrenbäume, Deutsches Fotomuseum, Markkleeberg[15]
- 2023: Prominente Begegnungen, Deutsches Fotomuseum, Markkleeberg[16]
- 2024: Narrenbäume, Galerie Bossen, Berlin[17]

## Publikationen (Auswahl)
- Dank des Künstlers. Edition Q, Berlin 1992, ISBN 3-86124-139-0.
- Das Auge des Künstlers. Cantz-Verlag, Ostfildern-Ruit 1994, ISBN 3-89322-672-9.
- Akt-Zitate. Edition Stemmle, Zürich 1996, ISBN 3-908162-46-7.
- Berliner Gräber. Stapp-Verlag, Berlin 2000, ISBN 3-87776-258-1.
- Hochbegabte: Eine glückliche Kindheit. Nicolai, Berlin 2003, ISBN 3-89479-136-5.
- Jede Chance hat ihr Gesicht. Rommert, Gummersbach 2008, ISBN 978-3-9804392-3-7.
- Berliner Augenblicke. Gerstenberg, Hildesheim 2009, ISBN 978-3-8369-2615-7.
- Private Portraits. epubli, Berlin 2014, ISBN 978-3-8442-9196-4.
- Narrenbäume. Passage Verlag, Leipzig 2018, ISBN 978-3-95415-070-0.
- Der Fotograf & die Dietrich. Jaron Verlag, Berlin 2025, ISBN 978-389773-186-8.